# オシロイシメジ
オシロイシメジ（白粉湿地、学名: Leucocybe connata）は林や道端に生える白色のキノコ（菌類）。食べられると考えられてきたが、有毒の疑いがある。

## 分布
北半球温帯の林道脇、スギ林、草地に分布する。

## 形態
傘径は4 - 8センチメートル (cm) で、3 - 10 cmという記述もある。
傘は最初半球形で、中高扁平型に変化し、しばしば縁が波打つ。また、傘は最初細かい毛に覆われており、生長すると消える。
傘の表側は平滑で白色。しばしば表面に丸い斑紋や、同心円状の模様、周囲に短い溝線があることもある。周縁は波形に湾曲する。おしろいを塗ったような色と質感があり、つやはない。古くなると灰色になる。
傘の裏側のヒダは白色、クリーム色、黄白色で、大変密であり、柄に対して直生から垂生する。
柄は高さ3 - 10 cm。柄は傘同様白色で平滑、内部は最初肉が詰まっているが、生長するとともに空洞ができる。しばしば数本が結合し株状となる。つばやつぼはなし。
ヒダや柄に試薬をつけると独特の変色をすることがわかっており、例として硫酸鉄(II)水をつけるとすみれ色に変色する。よく似たカヤタケ属のキノコは変色しない。
胞子は6 - 7 × 3.5 - 4マイクロメートル (μm) で、白色。
肉は白色でうすく、無味で、弾力があるがもろい。

## 生態
秋に、北半球温帯のスギ林、草地、広葉樹林や、針葉樹林や広葉樹林の路傍、小川のほとり、道端に子実体が発生し、単生だが、しばしば束生～群生する。落ち葉を土に返す活発な落ち葉分解菌であり、腐生菌。

## 名称
以下のような地方名がある。
- 岩手県：オシロイカマリ
- 青森県：シロッコ

## 利用
ヨーロッパのものはマツタケに似た特有の芳香があり、日本のものの芳香と大きく異なる。毒成分は不明だが、胃腸系の中毒を起こすことが分かっている。コンナチン、N‐ヒドロキシ‐N'、N'‐ジメチルウレア、リオフィリン、セラミドなどの化合物が含まれており、この中に人に対して毒となっている可能性がある。
お吸い物、酢の物、煮込み、雑煮、鍋物、佃煮、ピクルス、マリネ、コロッケ、油炒め、煮込み、あんかけ、ギョーザ、シュウマイ、ホイル焼き、塩焼きに合うとされるが、中毒を起こす危険をおかしてまで食べるほどおいしいかは評価が分かれる。においに癖がある。